# Torpedokruiser
Een torpedokruiser is een type kruiser die gespecialiseerd was in het afvuren van torpedo's en andere wapens verving voor torpedo's en torpedobuizen. Hedendaags zijn er geen torpedokruisers meer actief, hoewel kruisers nog altijd bewapend zijn met torpedo's.

## Voorbeelden
- Diverse schepen van de Kuma-klasse hebben een tijdje als torpedokruiser gediend
- De Folgoro-klasse van de Italiaanse marine
- De Agordatklasse van de Italiaanse marine